# Zlatno doba
Zlatno doba (starogrčki chrýseon génos, latinski aurea aetas ili Saturnia regna za "vladavinu Saturna") je pojam koji dolazi iz grčke mitologije.
Označava idealno razdoblje u dalekoj prošlosti čovječanstva kad se živjelo u blagostanju i sreći.
Koncepcija zlatnog doba osim u antičkoj grčkoj postoji i u raznim drugim kulturama i mitologijama.
Primjerice u vedskoj kulturi se je smatralo da se Zlatno doba (Satya yuga) ciklički smjenjuje s drugim "lošijim" dobima.
Jedan od primjera je i Rajski vrt i progonstvo Adama i Eve.
Izraz Zlatno doba se osim u mitologiji često koristi za označavanje određenog razdoblje u razvoju neke države, pokreta ili umjetničkog žanra.